# Empoli Football Club 1996-1997
Questa voce raccoglie le informazioni riguardanti l'Empoli Football Club nelle competizioni ufficiali della stagione 1996-1997.

## Stagione
Nella stagione 1996-1997 la matricola Empoli, sempre allenata da Luciano Spalletti, appena salita in Serie B, si piazza in seconda posizione con 64 punti, e sale nella massima serie. Il doppio salto di categoria si materializza nel girone di ritorno, nel quale con 37 punti ha fatto meglio di tutti, con un prodigioso recupero, dopo che il girone di andata si era chiuso con l'Empoli in settima posizione con 27 punti. Protagonisti della bella stagione dei biancoazzurri Massimiliano Cappellini con 14 reti e Carmine Esposito con 13 centri. Nella Coppa Italia l'Empoli ha superato nel primo turno la Reggina, mentre nel secondo turno è stato eliminato dal Milan, che ha pareggiato ad Empoli (1-1) ed ha vinto nella ripetizione giocata a San Siro (2-0).

## Rosa
| N. |                   | Ruolo | Calciatore            |
| -- | ----------------- | ----- | --------------------- |
| 1  | Italia (bandiera) | P     | Daniele Balli         |
| 12 | Italia (bandiera) | P     | Massimo Gazzoli       |
| 5  | Italia (bandiera) | D     | Daniele Baldini       |
| 30 | Italia (bandiera) | D     | Stefano Bettella      |
| 6  | Italia (bandiera) | D     | Stefano Bianconi      |
| 2  | Italia (bandiera) | D     | Alessandro Birindelli |
| 17 | Italia (bandiera) | D     | Paolo Cozzi           |
| 7  | Italia (bandiera) | D     | Filippo Dal Moro      |
| 3  | Italia (bandiera) | D     | Rosario Guarino       |
|    | Italia (bandiera) | D     | Mauro Musco           |
| 24 | Italia (bandiera) | C     | Christian Amoroso     |

| N. |                   | Ruolo | Calciatore              |
| -- | ----------------- | ----- | ----------------------- |
| 28 | Italia (bandiera) | C     | Oliviero Di Stefano     |
| 27 | Italia (bandiera) | C     | Fabrizio Ficini         |
| 20 | Italia (bandiera) | C     | Flavio Giampieretti     |
| 10 | Italia (bandiera) | C     | Giovanni Martusciello   |
| 4  | Italia (bandiera) | C     | Alessandro Pane         |
| 8  | Italia (bandiera) | C     | Fabio Tricarico         |
| 9  | Italia (bandiera) | A     | Mauro Bertarelli        |
| 18 | Italia (bandiera) | A     | Massimiliano Cappellini |
|    | Italia (bandiera) | A     | Antonio Di Natale       |
| 11 | Italia (bandiera) | A     | Carmine Esposito        |
| 19 | Italia (bandiera) | A     | Luca Toni               |

## Risultati

### Serie B

#### Girone di andata
| Arbitro: | Rossi (Ciampino) |

|                 |           |  |
| Van Utrecht 90’ | Marcatori |  |

| Arbitro: | Bonfrisco (Monza) |

|                         |           |  |
| Pane 44’ Cappellini 90’ | Marcatori |  |

| Arbitro: | Preschern (Mestre) |

|             |           |          |
| Schwoch 24’ | Marcatori | 71’ Toni |

| Arbitro: | Serena (Bassano del Grappa) |

|                                     |           |  |
| Cappellini 8’ Bertarelli 90’ (rig.) | Marcatori |  |

| Arbitro: | Sirotti (Forlì) |

|                                     |           |  |
| F. Palmieri 85’ Cucciari 90’ (rig.) | Marcatori |  |

| Arbitro: | Beschin (Legnago) |

|  |           |                |
|  | Marcatori | 56’ Birindelli |

| Arbitro: | Dagnello (Trieste) |

|                 |           |          |
| C. Esposito 34’ | Marcatori | 8’ Galli |

| Arbitro: | Nucini (Bergamo) |

|                                                                   |           |  |
| Flachi 32’ (rig.) Balli 39’ (aut.) Guerrero 57’, 88’ Ingesson 78’ | Marcatori |  |

| Arbitro: | Pin (Conegliano) |

|  |           |          |
|  | Marcatori | 56’ Paci |

| Arbitro: | Gambino (Barletta) |

|                        |           |                                       |
| Gioacchini 57’ Apa 84’ | Marcatori | 65’ Cappellini 90’ (rig.) C. Esposito |

| Arbitro: | Bolognino (Milano) |

|                                           |           |                          |
| C. Esposito 9’ (rig.), 40’ Bertarelli 90’ | Marcatori | 7’ Baldi 34’ C. Bellucci |

| Arbitro: | Gambino (Barletta) |

|                                |           |             |
| Cappellini 14’ C. Esposito 53’ | Marcatori | 43’ Cerbone |

| Arbitro: | Gronda (Genova) |

|            |           |  |
| Pasino 13’ | Marcatori |  |

| Arbitro: | Piretti (Ravenna) |

|                                                     |           |  |
| Cappellini 41’ (rig.) Dal Moro 45’ Martusciello 80’ | Marcatori |  |

| Pescara 22 dicembre 1996 15ª giornata | Pescara          | 0 – 0 | Empoli | Stadio Adriatico\| Arbitro: \| Branzoni (Pavia) \| |
| Arbitro:                              | Branzoni (Pavia) |       |        |                                                    |

| Brescia 5 gennaio 1997 16ª giornata | Brescia            | 0 – 0 | Empoli | Stadio Mario Rigamonti\| Arbitro: \| Ercolino (Cassino) \| |
| Arbitro:                            | Ercolino (Cassino) |       |        |                                                            |

| Arbitro: | Preschern (Mestre) |

|                                |           |                 |
| Cappellini 19’ C. Esposito 90’ | Marcatori | 79’ L. Beghetto |

| Arbitro: | Bettin (Padova) |

|                         |           |                |
| Salvetti 21’ Hübner 83’ | Marcatori | 88’ Bertarelli |

| Empoli 26 gennaio 1997 19ª giornata | Empoli           | 0 – 0 | Cremonese | Stadio Carlo Castellani\| Arbitro: \| Rossi (Ciampino) \| |
| Arbitro:                            | Rossi (Ciampino) |       |           |                                                           |

#### Girone di ritorno
| Arbitro: | Gronda (Genova) |

|                                      |           |                      |
| Cappellini 17’ Bertarelli 50’ (rig.) | Marcatori | 25’ (rig.) Lucarelli |

| Arbitro: | Dagnello (Trieste) |

|              |           |                 |
| A. Pirri 36’ | Marcatori | 35’ C. Esposito |

| Arbitro: | Preschern (Mestre) |

|                |           |                                          |
| Cappellini 90’ | Marcatori | 20’ Zauli 36’ Buonocore 65’, 79’ Schwoch |

| Arbitro: | Tombolini (Ancona) |

|  |           |                |
|  | Marcatori | 78’ Bertarelli |

| Arbitro: | Serena (Bassano del Grappa) |

|                        |           |           |
| C. Esposito 45’ (rig.) | Marcatori | 2’ Casale |

| Arbitro: | Bazzoli (Merano) |

|                                                |           |                    |
| Martusciello 57’ Cappellini 58’ C. Amoroso 90’ | Marcatori | 60’ (rig.) Saurini |

| Arbitro: | Pin (Conegliano) |

|  |           |                           |
|  | Marcatori | 50’ Baldini 88’ Tricarico |

| Arbitro: | Lana (Torino) |

|                             |           |             |
| Cappellini 80’ Dal Moro 90’ | Marcatori | 87’ Ventola |

| Arbitro: | Collina (Viareggio) |

|              |           |                                    |
| Paci 1’, 50’ | Marcatori | 71’ (rig.) Cappellini 87’ Bianconi |

| Arbitro: | Gronda (Genova) |

|                                                        |           |  |
| Cappellini 21’ C. Esposito 35’, 45+1’ Martusciello 47’ | Marcatori |  |

| Venezia 20 aprile 1997 30ª giornata | Venezia            | 0 – 0 | Empoli | Stadio Pier Luigi Penzo\| Arbitro: \| Dagnello (Trieste) \| |
| Arbitro:                            | Dagnello (Trieste) |       |        |                                                             |

| Arbitro: | Trentalange (Torino) |

|  |           |                 |
|  | Marcatori | 14’ C. Esposito |

| Arbitro: | Racalbuto (Gallarate) |

|               |           |  |
| Cappellini 9’ | Marcatori |  |

| Foggia 11 maggio 1997 33ª giornata | Foggia            | 0 – 0 | Empoli | Stadio Pino Zaccheria\| Arbitro: \| Bonfrisco (Monza) \| |
| Arbitro:                           | Bonfrisco (Monza) |       |        |                                                          |

| Empoli 15 maggio 1997 34ª giornata | Empoli           | 0 – 0 | Pescara | Stadio Carlo Castellani\| Arbitro: \| Branzoni (Pavia) \| |
| Arbitro:                           | Branzoni (Pavia) |       |         |                                                           |

| Empoli 18 maggio 1997 35ª giornata | Empoli          | 0 – 0 | Brescia | Stadio Carlo Castellani\| Arbitro: \| Cesari (Genova) \| |
| Arbitro:                           | Cesari (Genova) |       |         |                                                          |

| Arbitro: | Trentalange (Torino) |

|                                    |           |                |
| Pisano 6’, 39’ (rig.) Goossens 30’ | Marcatori | 45’ C. Amoroso |

| Arbitro: | Boggi (Salerno) |

|                                |           |  |
| Martusciello 2’ Cappellini 23’ | Marcatori |  |

| Arbitro: | Bazzoli (Merano) |

|  |           |                 |
|  | Marcatori | 14’ C. Esposito |

### Coppa Italia
| Arbitro: | Pin (Conegliano) |

|                |           |  |
| Cappellini 89’ | Marcatori |  |

| Arbitro: | Bazzoli (Merano) |

|                |           |               |
| Cappellini 20’ | Marcatori | 33’ Locatelli |

| Arbitro: | Bettin (Padova) |

|                |           |  |
| Simone 6’, 41’ | Marcatori |  |

## Statistiche

### Statistiche di squadra
| Competizione | Punti | In casa | In casa | In casa | In casa | In casa | In casa | In trasferta | In trasferta | In trasferta | In trasferta | In trasferta | In trasferta | Totale | Totale | Totale | Totale | Totale | Totale | DR  |
| Competizione | Punti | G       | V       | N       | P       | Gf      | Gs      | G            | V            | N            | P            | Gf           | Gs           | G      | V      | N      | P      | Gf     | Gs     | DR  |
| ------------ | ----- | ------- | ------- | ------- | ------- | ------- | ------- | ------------ | ------------ | ------------ | ------------ | ------------ | ------------ | ------ | ------ | ------ | ------ | ------ | ------ | --- |
| Serie B      | 64    | 19      | 12      | 5       | 2       | 31      | 14      | 19           | 5            | 8            | 6            | 14           | 20           | 38     | 17     | 13     | 8      | 45     | 34     | +11 |
| Coppa Italia |       | 2       | 1       | 1       | 0       | 2       | 1       | 1            | 0            | 0            | 1            | 0            | 2            | 3      | 1      | 1      | 1      | 2      | 3      | -1  |
| Totale       | -     | 21      | 13      | 6       | 2       | 33      | 15      | 20           | 5            | 8            | 7            | 14           | 22           | 41     | 18     | 14     | 9      | 47     | 37     | +10 |

### Andamento in campionato
| Giornata  | 1  | 2 | 3 | 4 | 5 | 6 | 7 | 8  | 9  | 10 | 11 | 12 | 13 | 14 | 15 | 16 | 17 | 18 | 19 | 20 | 21 | 22 | 23 | 24 | 25 | 26 | 27 | 28 | 29 | 30 | 31 | 32 | 33 | 34 | 35 | 36 | 37 | 38 |
| --------- | -- | - | - | - | - | - | - | -- | -- | -- | -- | -- | -- | -- | -- | -- | -- | -- | -- | -- | -- | -- | -- | -- | -- | -- | -- | -- | -- | -- | -- | -- | -- | -- | -- | -- | -- | -- |
| Luogo     | T  | C | T | C | T | T | C | T  | C  | T  | C  | C  | T  | C  | T  | T  | C  | T  | C  | C  | T  | C  | T  | C  | C  | T  | C  | T  | C  | T  | T  | C  | T  | C  | C  | T  | C  | T  |
| Risultato | P  | V | N | V | P | V | N | P  | P  | N  | V  | V  | P  | V  | N  | N  | V  | P  | N  | V  | N  | P  | V  | N  | V  | V  | V  | N  | V  | N  | V  | V  | N  | N  | N  | P  | V  | V  |
| Posizione | 18 | 7 | 9 | 4 | 6 | 6 | 6 | 10 | 11 | 10 | 10 | 5  | 8  | 5  | 5  | 7  | 7  | 7  | 7  | 5  | 7  | 8  | 8  | 8  | 6  | 5  | 3  | 3  | 3  | 3  | 3  | 2  | 2  | 2  | 2  | 3  | 2  | 2  |

Legenda:

Luogo: C = Casa; T = Trasferta. Risultato: V = Vittoria; N = Pareggio; P = Sconfitta.